# Szaboiella binuciolata
Szaboiella binuciolata är en tvåvingeart som först beskrevs av Satchell 1955.  Szaboiella binuciolata ingår i släktet Szaboiella och familjen fjärilsmyggor.
Artens utbredningsområde är Kanarieöarna. Inga underarter finns listade i Catalogue of Life.